# سیساکین (دهانه)
سیساکین یک دهانه برخوردی در ماه‌ است.

## دهانه‌های اقماری
این دهانه ۳ دهانه اقماری دارد.
| Sisakyan | عرض جغرافیایی | طول جغرافیایی | قطر          |
| -------- | ------------- | ------------- | ------------ |
| C        | ۴۲.۱° N       | ۱۱۰.۹° E      | ۱۷.۰ کیلومتر |
| E        | ۴۱.۴° N       | ۱۱۰.۷° E      | ۱۹.۰ کیلومتر |
| D        | ۴۲.۰° N       | ۱۱۱.۰° E      | ۵۲.۰ کیلومتر |